# Panilla petrina
Panilla petrina là một loài bướm đêm trong họ Erebidae.